# 벽신문

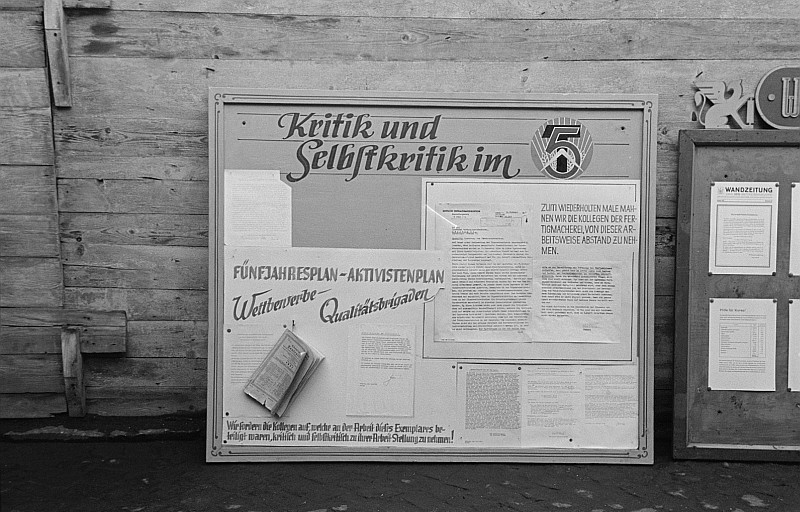
동독 공장의 벽보

벽신문(壁新聞)은 사회에서 정보 전달 수단의 하나이다. 통행인이 통과하는 건축물의 벽 등에 자신의 주장을 쓴 종이 조각을 붙여 넣을 것으로, 사회에 공개하는 것을 목적으로 이용한다.

## 같이 보기
- 대자보
- 벽화